# Nikołaj Biełucha
Nikołaj Andriejewicz Biełucha (ros. Николай Андреевич Белуха, ur. 16 października 1920 w Połtawie, zm. 10 grudnia 1981 w Rydze) – radziecki działacz partyjny.

## Życiorys
Z pochodzenia Rosjanin. W 1945 ukończył Moskiewską Wyższą Szkołę Techniczną im. Baumana, 1945-1948 pracował jako inżynier konstruktor w fabryce, a 1948-1950 był sekretarzem komitetu Komsomołu fabryki w Leningradzie. Od 1948 w WKP(b), 1950-1954 sekretarz Komitetu Miejskiego Komsomołu w Leningradzie, 1954-1956 sekretarz Piotrogrodzkiego Komitetu Rejonowego KPZR w Leningradzie, 1956-1958 II sekretarz, a 1958-1961 I sekretarz tego komitetu. Od 1961 inspektor KC KPZR, potem do marca 1963 zastępca kierownika Wydziału Organów Partyjnych KC KPZR ds. republik związkowych, od 19 marca 1963 do 24 stycznia 1978 II sekretarz KC KPŁ. Od 8 kwietnia 1966 do 30 marca 1971 członek Centralnej Komisji Rewizyjnej KPZR, od 9 kwietnia 1971 do 23 lutego 1981 zastępca członka KC KPZR. Deputowany do Rady Najwyższej ZSRR od 6 do 9 kadencji.